# Merl (Zell)
Merl ist ein Stadtteil der im rheinland-pfälzischen Landkreis Cochem-Zell gelegenen Stadt Zell (Mosel). Der Stadtteil hatte im November 2021 658 Einwohner.

## Geografie
Merl liegt an der Mosel, östlich der Gemeinde Bullay und nördlich des Stadtteils Zell-Kaimt.
Zu Merl gehören die Wohnplätze Adlerhof, Thiesenmühle und Weinhof Sankt Stephanus.

## Geschichte
782 als „Merila“ erstmals urkundlich erwähnt, war Merl bis 1969 eine selbstständige Gemeinde, ehe sie im Zuge der rheinland-pfälzischen Verwaltungsreform ein Zeller Stadtteil wurde. Der Stadtteil hatte im Jahr 2007 insgesamt 703 Einwohner (1885: 1297 Einwohner; 1939: 1563 Einwohner) bei einer Gesamtfläche von 12,65 Quadratkilometern.

## Bauwerke
Die Pfarrkirche St. Michael war bis 1805 Klosterkirche des angegliederten Franziskanerkonvents. Sie besitzt auf dem Hochaltar ein Antwerpener Retabel aus der Zeit  um 1520. Die Sakristei ist als einstütziger Raum mit nahezu quadratischem Grundriss errichtet. Im Pfarrsaal haben sich Reste mittelalterlicher Wandmalereien erhalten und der nicht öffentlich zugängliche Dachstuhl des alten Dormitoriums im Klosterflügel gilt als eine der selten erhaltenen mittelalterlichen Dachkonstruktionen in Deutschland.
Die alte romanische Pfarrkirche St. Michael (Hallenkirche) wurde 1823 nach Übernahme der Klosterkirche abgebrochen, der alte romanische Turm blieb auf dem heutigen Merler Friedhof erhalten.

## Weinbau

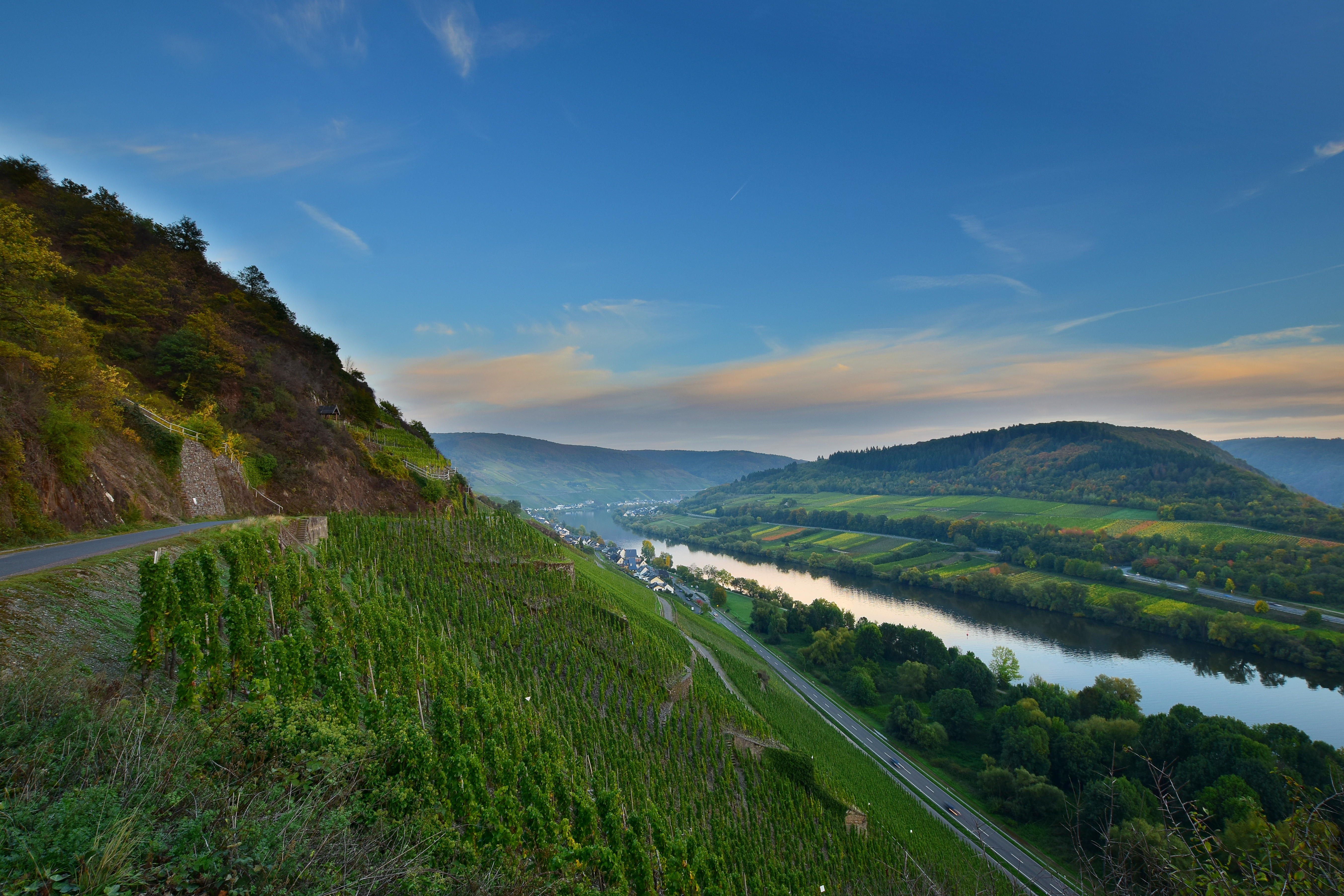
Blick vom Aussichtspunkt Königslay Terrassen auf die Mosel und Merl

Merl ist bekannt für seinen Weinbau. Die Weinberge befinden sowohl oberhalb Merl und ziehen sich dann parallel zur L199 bis hin nach Bullay.  Es sind zum Teil extreme Steillagen. Im Jahr 1897 wurden die Merler Weinlagen zusammen mit weiteren 14 Lagen an Mosel, Saar und Ruwer als Spitzenlagen der Kategorie 1 eingestuft. Es handelt sich um die Einzellagen
- Merler Sonneck,
- Merler Adler,
- Merler Königslay-Terrassen,
- Merler Stephansberg,
- Merler Fettgarten,
- und Merler Klosterberg.

Einen schönen Blick über die Weinberge hat man vom Aussichtspunkt Königslay Terrassen.

## Persönlichkeiten
- Jacob Aloys Friederichs (1868–1950), bekannt als „Riograndenser Turnvater“, wurde in Merl geboren. 1884 wanderte er nach Brasilien aus und gründete in Porto Alegre den „Turner-Bund“ von Rio Grande do Sul. Er war auch Herausgeber einer Zeitschrift, der Turn-Blätter in Porto Alegre.
- Edmund Verhoven (1740–1813), letzter Abt des Klosters Heisterbach.